# モード (サウスエスク伯爵夫人)
モード（Maud Carnegie, Countess of Southesk, 1893年4月3日 - 1945年12月14日）は、イギリスの王族。エドワード7世の長女プリンセス・ロイヤル・ルイーズの娘。
姉のファイフ女公アレグザンドラとともに、イギリス国王の女系の孫でありながら、グレートブリテンおよびアイルランド王女の称号および「Highness」の敬称を授けられた珍しい例である。

## 生涯

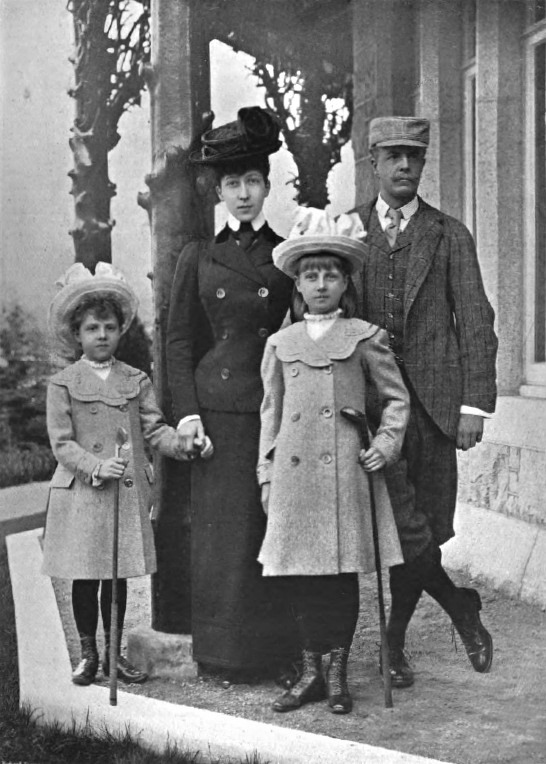
モード（左）が幼い頃のファイフ公爵一家

エドワード7世の長女ルイーズ王女と、その夫の初代ファイフ公爵アレグザンダー・ダフの間の次女として、ロンドンのリッチモンド・パークにあるイースト・シーン・ロッジで生まれた。全名はモード・アレグザンドラ・ヴィクトリア・ジョージナ・バーサ（Maud Alexandra Victoria Georgina Bertha）。父方からウィリアム4世の血も引いているものの、イギリス王の女系の孫に過ぎないモードにイギリス王女の称号は与えられる事は無く、誕生時は公爵令嬢としてレディ・モード・ダフ（Lady Maud Duff）と呼ばれていた。
1905年、エドワード7世はルイーズ王女にプリンセス・ロイヤルの称号を与え、さらにその2人の娘アレグザンドラとモードにはイギリス王女の称号と、他のイギリス王族が持つ「王家の殿下（Royal Highness）」に次ぐ「殿下（Highness）」の敬称を与えた。これよりモードはモード王女（Princess Maud）と呼ばれるようになった。当然ながら、これらの称号は姉妹の父親ファイフ公爵に由来するものではなく、祖父エドワード7世に由来するものである。
モードは1923年11月13日、第10代サウスエスク伯爵チャールズ・カーネギーの長男であるカーネギー卿チャールズ・カーネギーと結婚した。夫が1941年にサウスエスク伯爵位を継いでいる。モードは結婚後、イギリス王女としての称号を使うのをやめてカーネギー卿夫人（Lady Carnegie）、後にはサウスエスク伯爵夫人（The Countess of Southesk）と称した。伯父のジョージ5世はファイフ公爵家の姉妹がイギリス王女の称号を受けたことを快く思っていなかったため、結婚に際して特に王族の称号を取り上げる勅許状などは出ていなかったものの、モードは国王の意思に自発的に従ったものと思われる。モードは夫とともにスコットランドのキンカーディンシャーで模範農場を経営していた。
モードはイギリス王室の一員でありながら、公務などは割り当てられなかった。しかし1943年に国王ジョージ6世がアフリカに赴いた際には、国王の国務代行者（Counsellor of State）を務めた。同じ1943年、姉アレグザンドラの一人息子のコノート＝ストラサーン公爵アラステア・ウィンザーが急死したため、ファイフ公爵位はモードの一人息子ジェームズ・カーネギーが相続することになった。モードは1945年、激しい気管支炎の発作を起こして亡くなった。

## 子女
- ジェームズ・ジョージ・アレグザンダー・バナマン（1929年 - 2015年）- 第3代ファイフ公爵、第12代サウスエスク伯爵